# Ajvasedapur
L'Ajvasedapur è un fiume della Russia siberiana nordoccidentale, ramo sorgentifero di destra del Pur. Scorre nel Purovskij rajon del Circondario autonomo Jamalo-Nenec.
Nasce a nord dei rilievi degli Uvali siberiani dalla confluenza dei due rami sorgentizi Etypur e Erkalnadejpur, scorrendo successivamente con direzione settentrionale nelle paludi del bassopiano della Siberia settentrionale; presso Tarko-Sale si unisce con il Pjakupur per formare il Pur. La sua lunghezza di 178 km sale a 601 se si considera il più lungo dei rami sorgentiferi, l'Erkalnadejpur.
Oltre ai due bracci sorgentizi, altri tributari di un certo rilievo sono Charampur e Chadutejpur, confluenti dalla destra idrografica.
Ad eccezione di Tarko-Sale, presso la foce, il fiume non incontra alcun centro urbano di rilievo in tutto il suo corso.